# ヒマワリモドキ属
ヒマワリモドキ属（ヒマワリモドキぞく、学名：Heliopsis）は、キク科の属の1つである。学名からヘリオプシス属、ヘリオプシスとも呼ばれる。
学名は「太陽のような」の意味だが、本物の太陽ではなく、太陽の花つまりヒマワリ Helianthus によく似たという意味である。花壇用草花として栽培されるのは、ヒマワリモドキ H. helianthoides と、キクイモモドキ H. scabraで、日本でよく見かけるのは後者である。短命な多年草で、草丈1m内外。葉には柄があり、対生するが、上部では互生する。花は7月から9月頃に開花し、直径7cmくらいでヒマワリの花によく似ている。アメリカ合衆国南部に7種ほどの自生種がある。

## ヒマワリモドキ属の主な種
ヒマワリモドキ H. helianthoides
草丈は本来2m近くになるが、栽培されているものには1m位のものが多い。葉はやや細長く平滑で、濃い緑色をしている。花は8月から10月に開花。種小名は「ヒマワリに似た」の意味。
キクイモモドキ H. scabra
草丈は1mくらい。前種と一番違うところは、「ざらざらした」という種名の通り、葉がざらざらしていることである。花は7月から9月まで咲き、現在タネで売られているものは、八重咲きが多い。「宿根姫ひまわり」と呼ばれることもあるが、ヒマワリ属にもヒメヒマワリが存在する。

## 栽培
種子は米粒大で黒く、比較的よく発芽する。4月下旬頃に花壇に直まきするか、箱などに播いて2mmくらい覆土しておくと、およそ一週間で発芽する。花壇への定植は40cmくらいの間隔にする。水はけと日当たりの良いところであれば、よく生育する。寒さには比較的強い。主に花壇植えに利用されているが、切り花にもなる。